# W krainie Gryfitów
W krainie Gryfitów jest to wydana po raz pierwszy w 1976 roku antologia podań, legend i baśni związanych z historią Pomorza
Zachodniego, zebranych przez Stanisława Świrko, ilustrowana przez Wiesława Majchrzaka.

Pomimo swojego komercjalnego charakteru, W krainie Gryfitów jest tomem przydatnym zarówno dla polskiej folklorystyki, jako punkt zaczepienia dla bardziej naukowych badań nad folklorem zachodniej części Polski, jak i w celu odnalezienia typowo słowiańskich korzeni Pomorza Zachodniego, jako terenu geograficznego, którego historia przeplatana jest odłączaniem i ponownym przyłączaniem do Ziem Polskich od czasów zrzeszenia słowiańskich plemion na terenach współczesnej Polski przez Mieszka I.
Tom zawiera opowiadania i mity związane z takimi postaciami z wierzeń ludowych jak słowiańscy bogowie, syreny, rusałki, wodniki, topielce, widma, upiory, strzygi czy różne rodzaje zwierząt, znaleźć w nim można również opowiadania związane z zamianą ludzi w zwierzęta czy przedmioty nieożywione.

## Zawartość antologii[3]
Antologię rozpoczyna Przedmowa napisana przez Stanisława Świrko, następnie podzielona jest ona na rozdziały tematycznie powiązanych ze sobą tekstów:
I. W WALCE O ZIEMIĘ OJCZYSTĄ
- Marzenna Rzeszowska – O zakopanym dzwonie i dzielnych rycerzach księcia Bogusława I
- Tymoteusz Karpowicz – O bartniku Cichu i walczącym niedźwiedziu
- Czesław Piskorski i Ryszarda Wilczyńska – O włóczniach Mohortowych rycerzy
- Marzenna Rzeszowska – O obrońcach Góry Zamkowej
- Stefan Deskur – Rak
- Marzenna Rzeszowska – O żołnierzach zamienionych w drzewa
- Marzenna Rzeszowska – O śpiących rycerzach znad Odry
- Czesław Piskorski – Jak rycerz Bartłomiej z Dębogóry wypędził Brandenburczyków z Gardźca
- Stanisław Świrko – O słowiańskiej osadzie Parsęcko i Krzywym Marcinie

II. O WŁADCACH POMORZA ZACHODNIEGO
- Czesław Piskorski i Stanisław Świrko – Jak powstały Mieszkowice
- Czesław Piskorski – O Żelisławie i gnieździe gryfów
- Marzenna Rzeszowska – O księciu Barnimie II i pięknej żonie rycerza Widanty
- Marceli Labon – O księżnie Zofii i Janie z Maszewa
- Marzenna Rzeszowska – O błaźnie Mikołaju
- Marzenna Rzeszowska – O Sydonii, Białej Damie szczecińskiego zamku
- Marzenna Rzeszowska – Ostatni z rodu olbrzymów
- Marzenna Rzeszowska – O białym orle nad cmentarzem olbrzymów
- Marzenna Rzeszowska – Śmierć księcia
- Stanisław Świrko – Dąb Trzech Panów
- Tymoteusz Karpowicz – Świadectwo hańby

III. O DAWNYCH PANACH I PODDANYCH
- Marzenna Rzeszowska – Noc sylwestrowa nad Słupią
- Czesław Piskorski – O rycerzach i okrutnym feudale
- Władysław Łęga – Księżniczka bez serca
- Marzenna Rzeszowska – Widma
- Gracjan Bojar-Fijałkowski – Upiór w Suchej
- Stanisław Pawłowicz – O trzech dębach z Osowa
- Janina Buczyńska – Przeklęty zamek na Wzgórzu Wisielców
- Janina Buczyńska – O okrutnym władcy zbójeckiego zamku
- Roman Zmorski – Dobry starosta

IV. O DAWNYCH BOGACH I BOŻKACH POGAŃSKICH TUDZIEŻ O KOŚCIOŁACH, KLASZTORACH I ZAKONNIKACH
- Władysław Łęga – Ofiara
- Władysław Łęga – Koń wróżbita
- Gracjan Bojar-Fijałkowski – Klęska Belbuka
- Bolesław Kibała – O pogańskich dziewicach nad Drawą
- Gracjan Bojar-Fijałkowski – Wróżba Swantewita
- Stefan Deskur – Boży Dar
- Monika Wiśniewska – Zjawy topielców koło Jęczydołu
- Stanisław Świrko – O lubińskiej syrenie i zakonniku
- Janina Buczyńska – O swobnickim komturze i urodziwej córce wójtowej
- Stefan Deskur – Płomień
- Gracjan Bojar-Fijałkowski – Płaczące dzwony
- Czesław Piskorski – O diable z Kniei Bukowej
- Gracjan Bojar-Fijałkowski – Opat Bruno z Kołbacza
- Gracjan Bojar-Fijałkowski – Jesiotry braciszka Urbana
- Stanisław Pawłowicz – O kościele Mariackim w Stargardzie
- Jerzy Buczyński – O słowiańskiej bogini śmierci
- Ryszarda Wilczyńska – O dzwonach z goleniowskiej fary

V. O MORZU, JEZIORACH, RZEKACH I DZIELNYCH RYBAKACH
- Władysław Łęga – Król głębin
- Marzenna Rzeszowska – O rusałce z Nowogardna
- Marzenna Rzeszowska – O regalickim wodniku
- Stanisław Rzeszowski – O pięciogłowym smoku
- Tymoteusz Karpowicz – O dąbskiej syrenie
- Tymoteusz Karpowicz – O rybaku i diable
- Jerzy Buczyński – O rzece Inie
- Gracjan Bojar-Fijałkowski – Diabeł powsinoga
- Marzenna Rzeszowska – O złośliwym diable i sprytnym rybaku
- Janina Sidorowicz – O rycerzu Warszu i Warszewskim Jeziorze
- Stanisław Świrko – Syrena z Trzęsacza

VI. O MIŁOŚCI RYCERSKIEJ I WIEŚNIACZEJ
- Gracjan Bojar-Fijałkowski – Pieśń Świętobora
- Gracjan Bojar-Fijałkowski – O zaczarowanej księżniczce Sygrydzie
- Tymoteusz Karpowicz – Siedem wierzb
- Gracjan Bojar-Fijałkowski – O dwóch braciach rycerzach i ich niesławnej śmierci
- Stefan Deskur – Bliźniaki
- Janina Buczyńska – O kupcównie Małgosi i szadzkim kasztelanie
- Marzenna Rzeszowska – O kochankach z Trzęsacza
- Marzenna Rzeszowska – O niezgodnych rycerzach
- Stanisław Świrko – O szewczyku i pięknej starościance

VII. O GRODACH POMORSKICH I ICH MIESZKAŃCACH
- Stanisław Świrko – O zatopionej Winecie
- Jerzy Buczyński – Ślepy rumak z Winety
- Marzenna Rzeszowska – O zdrajcy burmistrzu i pasterce Anusi
- Marzenna Rzeszowska – Tajemnica herbu Goleniowa
- Czesław Piskorski – Wieniec Zgody
- Gracjan Bojar-Fijałkowski – Zaraza w Połczynie
- Stanisław Świrko – Kłopoty mieszkańców Sianowa
- Jerzy Buczyński i Stanisław Świrko – Skąd pochodzi nazwa miasta Kamień
- Jerzy Buczyński – O Morzu Czerwonym w Stargardzie
- Jerzy Buczyński – Baszta Kaszana w Trzebiatowie
- Stanisław Świrko – Skarby zamku drahimskiego
- Stanisław Świrko – Ambona w Radaczu
- Marceli Labon – O widmie na Grodźcu

VIII. O ZBÓJCACH I PIRATACH
- Gracjan Bojar-Fijałkowski – O zbójcach z Góry Chełmskiej i mosiężnym rogu
- Monika Wiśniewska – O głazie Kołyską zwanym
- Stanisław Deskur – Rozbójnik
- Gracjan Bojar-Fijałkowski – Strachy nad jeziorem Glicko
- Tymoteusz Karpowicz – Czarny Lewiatan
- Władysław Łęga – Okręt widmo
- Tymoteusz Karpowicz – Siedmiu łebian w niebie
- Stanisław Świrko – O urodziwej Stence * korsarce wolińskiej

IX. O ZACZAROWANYCH SKARBACH, SZCZĘŚCIU I LUDZKIEJ CHCIWOŚCI
- Gracjan Bojar-Fijałkowski – O ubogim gospodarzu i bursztynowych skarbach
- Janina Buczyńska – Ubogi bednarz z Kołbacza, który osadę Sowno założył
- Gracjan Bojar-Fijałkowski – Kamień szczęścia
- Gracjan Bojar-Fijałkowski – Skarby podziemnego zamku
- Stanisław Rzeszowski – Skarb rycerza o sześciu palcach
- Stanisław Rzeszowski – O skamieniałym chciwcu z Karska
- Marzenna Rzeszowska – O strażnikach skarbu i pracowitym szewczyku
- Władysław Łęga – Dzwon
- Tymoteusz Karpowicz – Złote Jezioro
- Tymoteusz Karpowicz – Ślepiec z Łeknicy
- Stanisław Świrko – Szczęście na moście
- Marzenna Rzeszowska – O skarbie i szubienicy na Serbskiej Górze

X. BAŚNIE O KARZEŁKACH, DIABŁACH, CZAROWNICACH I STRACHACH
- Gracjan Bojar-Fijałkowski – O dobrych karzełkach znad brzegów Jamna
- Władysław Łęga – Niezwykłe wesele
- Gracjan Bojar-Fijałkowski – O dwóch białych gołąbkach
- Gracjan Bojar-Fijałkowski – Lestek na królewskim dworze
- Gracjan Bojar-Fijałkowski – Tajemnica czarnej wody
- Gracjan Bojar-Fijałkowski – Nocna przygoda drwala Marcina
- Gracjan Bojar-Fijałkowski – Śpiewający przetak
- Gracjan Bojar-Fijałkowski – O dwóch siostrach gęsiareczkach
- Gracjan Bojar-Fijałkowski – Odmieniec
- Gracjan Bojar-Fijałkowski – Pas wilkołaka
- Gracjan Bojar-Fijałkowski – Kamienna chatka
- Gracjan Bojar-Fijałkowski – Jak rycerz Bonin diabłu duszę zaprzedał
- Stefan Deskur – Sześć sióstr
- Gracjan Bojar-Fijałkowski – Człowiek w kamień zaklęty
- Gracjan Bojar-Fijałkowski – Olbrzym, diabeł i przemyślny karzełek
- Gracjan Bojar-Fijałkowski – O złych wróżkach i cudownym źródełku
- Monika Wiśniewska – Sabat czarownic na górze Słup
- Władysław Łęga – O zamku w Sławnie
- Gracjan Bojar-Fijałkowski – Fałszywa kartka
- Gracjan Bojar-Fijałkowski – Księga tajemnej wiedzy
- Stanisław Rzeszowski – O błędnym ogniku

Antologię zamykają Słownik wyrazów staropolskich, gwarowych i obcych oraz Źródła
Spis treści, usytuowany na końcu antologii zatytułowany jest Spis Rzeczy.